# Arado Ar 77
L'Arado Ar 77 era un aereo da addestramento avanzato bimotore ad ala bassa realizzato dall'azienda tedesca Arado Flugzeugwerke GmbH nella seconda parte degli anni trenta e rimasto allo stadio di prototipo.

## Storia  del progetto
Nel 1934 il Reichsluftfahrtministerium (RLM), il ministero che nella neocostituita Germania del periodo hitleriano sovraintendeva all'intera aviazione tedesca, emise una specifica per la fornitura di un velivolo bimotore per dotare le scuole di volo della Luftwaffe di un aereo da addestramento avanzato. Lo scopo era di creare un velivolo destinato alla formazione dei bombardieri, dotato di doppi comandi allo scopo di istruire i piloti all'uso di un bimotore e di postazioni per la preparazione dei mitraglieri.
Alla richiesta risposero la Arado Flugzeugwerke, con il suo Ar 77 e la Focke-Wulf Flugzeugwerke AG che presentò l'Fw 58 su progetto dell'ingegnere Kurt Tank.
Il progetto dell'Arado e curato dal suo capoprogettista Walter Blume era relativo ad un velivolo realizzato in tecnica mista, un monoplano ad ala bassa a sbalzo, a pianta trapezoidale realizzata interamente in legno, abbinata ad una fusoliera con struttura in tubi d'acciaio saldati, che poteva accogliere un equipaggio di quattro persone, che terminava in un impennaggio in lega leggera ed un carrello d'atterraggio convenzionale fisso.
Come consuetudine vennero approntati due prototipi da avviare alla commissione esaminatrice dell'RLM, realizzati nello stabilimento di Nowawes, nei pressi di Potsdam, indicati dall'azienda come Ar 77A ed Ar 77B, i quali differivano tra loro solo in particolari minori, di simile dotazione di bordo ed entrambi dotati di moderne apparecchiature radio e di apparati per il volo senza visibilità.
Il primo dei due prototipi venne portato in volo per la prima volta nel 1934.
Dopo le valutazioni comparative gli venne preferito il progetto della Focke-Wulf e lo sviluppo dell'Ar 77 venne abbandonato.

### Pubblicazioni
- Arado Ar 77, in Aerei da guerra, Ginevra - Novara, Edito Service S.A. - Istituto Geografico De Agostini, 1993.